# Hypotone Lyse

Erythrozyten in hypertoner, isotoner und hypotoner Lösung. Die hypotone Lösung führt zur osmotischen Lyse

Die hypotone Lyse (auch osmotische Lyse) bezeichnet die Lyse von Zellen durch eine starke Senkung der Tonizität (in hypotonen Lösungen).

## Eigenschaften
Zellen unterliegen aufgrund der Semipermeabilität der Zellmembran der Osmose. Unter normalen Umständen liegen dabei isotone Bedingungen vor. Bei hypertonen Lösungen, die mehr lösliche Stoffe enthalten, verliert die Zelle Wasser an die umgebende Lösung und schrumpft auf die Form des Zytoskeletts, wie beispielsweise bei der Plasmolyse von Pflanzenzellen, während bei hypotonen Lösungen eine Zelle durch Wasseraufnahme anschwillt und schließlich platzt. Dabei reißt die Zellmembran, wodurch das Zytosol wie auch die Zellorganellen in die umgebende Lösung diffundieren. Die Zellmembran von Tieren ist ihrerseits mit Cholesterolsulfat durchsetzt, um die Gefahr einer osmotischen Lyse zu mindern. Weiterhin wird die Zellmembran durch das darunterliegende Zytoskelett stabilisiert.
Die osmotische Lyse ist neben der Lösung der Membranlipide einer der beiden vermuteten Mechanismen bei der Hämolyse mit Tensiden.

## Anwendung
Die hypotone Lyse ist eine biochemische Methode zum Zellaufschluss. Weiterhin können bei einer Zellfraktionierung Endosomen von Lysosomen durch eine hypotone Lyse der Lysosomen getrennt werden. Durch ein hypotone Lyse von Erythrozyten können diese im Sinne einer Mikroverkapselung mit Arzneistoffen befüllt werden. Verschiedene Methoden zur hypotonen Lyse werden eingesetzt, um selektiv bestimmte Zelltypen durch hypotone Lyse unerwünschter Zelltypen anzureichern, z. B. bei der Trennung von PBMC oder der Isolierung von Eosinophilen.